# Ніколае Генігсберг
Ніколае Генігсберг (рум. Nicolae Hönigsberg, угор. Miklós Kinigli, 28 серпня 1901 — 8 грудня 1944) — румунський футболіст, півзахисник.

## Біографія
Генігсберг грав за «Клуб Атлетік Орадя» в регіональному чемпіонаті Орадя. У 1924 році він став віце-чемпіоном Румунії, а через рік клуб знову дійшов до фіналу чемпіонату.
Ніколае Генігсберг зіграв у першому офіційному матчі національної збірної Румунії на Кубку короля Олександра 8 червня 1922 року проти Югославії.
Зі збірною Румунії був учасником літніх Олімпійських ігор 1924 року у Парижі, де зіграв у єдиний грі своєї команди проти Нідерландів (0:6). Цей матч став шостим і останнім для гравця за збірну, оскільки після турніру він за національну команду більше не грав.
Генігсберг помер у 1944 році у віці 43 років у концентраційному таборі Маутгаузен під час Другої світової війни, ставши однією з жертв Голокосту. 
| Міжнародні виступи | Міжнародні виступи | Міжнародні виступи | Міжнародні виступи | Міжнародні виступи | Міжнародні виступи    | Міжнародні виступи |
| #                  | Дата               | Місце проведення   | Суперник           | Рахунок            | Турнір                |                    |
| ------------------ | ------------------ | ------------------ | ------------------ | ------------------ | --------------------- | ------------------ |
| 1.                 | 8 червня 1922      | Белград, Югославія | Югославія          | 2–1                | Товариський матч      |                    |
| 2.                 | 3 вересня 1922     | Чернівці, Румунія  | Польща             | 1–1                | Товариський матч      |                    |
| 3.                 | 10 червня 1923     | Бухарест, Румунія  | Югославія          | 1–2                | Товариський матч      |                    |
| 4.                 | 1 липня 1923       | Клуж, Румунія      | Чехословаччина     | 0–6                | Товариський матч      |                    |
| 5.                 | 20 травня 1924     | Відень, Австрія    | Австрія            | 1–4                | Товариський матч      |                    |
| 6.                 | 27 травня 1924     | Коломб, Франція    | Нідерланди         | 0–6                | Олімпійські ігри 1924 |                    |